# NGC 2951
NGC 2951 ist ein interagierendes Galaxienpaar im Sternbild Hydra. Es ist schätzungsweise 209 Millionen Lichtjahre von der Milchstraße entfernt.
Das Objekt wurde am 6. Februar 1864 von Albert Marth entdeckt.